# Gilles II de Laval-Montmorency
Pour les articles homonymes, voir Gilles II.
Gilles II de Laval-Montmorency, chevalier, seigneur de Loué, Maillé, Bressuire, la Roche-Courbon, vicomte de Brosse. Il devint héritier de René de Laval, son frère aîné, et de Gilles Ier de Laval, son père, environ en 1550. Il mourut vers 1559.

## Famille
Fils de Gilles Ier de Laval-Montmorency, il avait épousé en 1536, Louise de Sainte-Maure, fille de Jean, comte de Nesle et de Joigny, et sœur de Louis de Ste-Maure, comte de Laval (Guy XVIII) et de Joigny, marquis de Nesle. Il en eut :
- Jean : Postérité éteinte en 1590 ;
- René, baron de Maillé, châtelain de la Roche-Courbon, né en 1546, mort en 1562. Il avait épousé, vers 1559, Renée de Rohan, fille de Louis V de Rohan-Guéméné, seigneur de Montbazon et de Guémené. Elle se remaria à Jean, son beau-frère ; René n'en eut qu'un fils, mort en bas âge ;
- Gabrielle, marquise de Nesle et comtesse de Joigny, mariée à François Aux-Epaules, seigneur de Pizi et de Ferrières (cf. l'article Champlevois), et de Presles ; leur fils René de Laval Aux-Epaules vend Joigny à Pierre de Gondi en 1603/1605, mais conserve Nesle : d'où la suite des marquis de Nesle ;
- Anne, dame de Saumoussai, mariée à Claude de Chandieu/Chandio, seigneur de Bussy en Bourgogne, chevalier de l'ordre du roi : leur fils René de Chandio meurt en duel ;
- Jeanne, mariée à François de Saint-Nectaire, chevalier des ordres du roi, capitaine de cinquante hommes d'armes des ordonnances du roi.